# Gil Luminoso
Gil Luminoso é um álbum de 2006 do músico brasileiro Gilberto Gil, executado apenas com voz e violão. É composto por canções escritas por Gil entre o final da década de 1960 e a década de 1990.

## Concepção e temas
A ideia do álbum foi concebida por Bené Fonteles, produtor e autor de um livro sobre Gil. O disco foi lançado junto com o livro, intitulado GiLuminoso: a Po.Ética do Ser, em 1999.   Fonteles pretendia que o álbum fosse fortemente influenciado pela espiritualidade e pelo misticismo e Gil o chama de "muito religioso", embora considerasse que sua espiritualidade tenha tomado um rumo agnóstico.

## Composições
"Preciso aprender a só ser" toma emprestada a letra e o tema de outra canção intitulada "Preciso aprender a ser só". Gil diz que um verso específico da música, "Sou eu sozinho e esse nó no peito/Já desfeito em lágrimas que eu luto pra esconder", é uma interpretação do sofrimento na vida humana. Julie McCarthy, crítica da National Public Radio, chamou isso de "um tema existencial" que está frequentemente presente em suas letras. Outra música presente no álbum, "Copo vazio", foi escrita por Gil para Chico Buarque. Gil compôs a canção "Cérebro eletrônico" durante sua prisão pelo governo militar brasileiro em 1969. 

## Lista de faixas
1. Preciso aprender a só ser – 4:43
2. Aqui e agora – 5:47
3. Copo vazio – 4:31
4. Retiros espirituais – 5:31
5. O seu amor – 2:10
6. Tempo rei – 5:58
7. O som da pessoa – 1:24
8. Cérebro eletrônico – 5:16
9. A raça humana – 4:26
10. Você e você – 3:51
11. Super-Homem - a canção – 3:40
12. Rebento – 5:35
13. Metáfora – 4:14
14. Meditação – 1:51
15. O compositor me disse – 3:01

## Ficha técnica
Informações retiradas das notas do encarte do álbum.
- Produção, gráfica e impressão: Bené Fonteles
- Arranjos e direção musical: Gilberto Gil
- Gravação: Mário Possollo
- Masterização: Sérgio Murilo
- Fotografia: Mario Cravo Neto, Priscila Casaes Franco
- Assistente de produção: Julia Savino